# UFC 203
UFC 203: Miocic vs. Overeem（ユーエフシー・ツーオースリー：ミオシッチ・バーサス・オーフレイム）は、アメリカ合衆国の総合格闘技団体「UFC」の大会の一つ。2016年9月10日、オハイオ州クリーブランドのクイックン・ローンズ・アリーナで開催された。

## 大会概要
本大会では王者スティーペ・ミオシッチと挑戦者アリスター・オーフレイムによるUFC世界ヘビー級タイトルマッチが組まれた。

## 試合結果

### アーリープレリム
第1試合 ウェルター級 5分3R
○  ヤンシー・メデイロス vs.  ショーン・スペンサー ×
2R 0:49 リアネイキッドチョーク

### プレリミナリーカード
第2試合 ライト級 5分3R
○  ドリュー・ドーバー vs.  ジェイソン・ゴンザレス ×
1R 1:45 KO（左ストレート）
第3試合 71.6kg契約 5分3R
○  ニック・レンツ vs.  マイケル・マクブライド ×
2R 4:17 TKO（パウンド）
※マクブライドの体重超過によりライト級から変更。
第4試合 ミドル級 5分3R
○  ブラッド・タヴァレス vs.  カイオ・マガリャエス ×
3R終了 判定2-1（28-29、30-27、29-28）
第5試合 女子バンタム級 5分3R
○  ベチ・コヘイア vs.  ジェシカ・アイ ×
3R終了 判定2-1（29-28、28-29、29-28）

### メインカード
第6試合 女子ストロー級 5分3R
○  ジェシカ・アンドラージ vs.  ジョアン・コールダウッド ×
1R 4:38 ギロチンチョーク
第7試合 バンタム級 5分3R
○  ジミー・リベラ vs.  ユライア・フェイバー ×
3R終了 判定3-0（30-27、30-27、30-27）
第8試合 ウェルター級 5分3R
○  ミッキー・ガル vs.  CMパンク ×
1R 2:14 リアネイキッドチョーク
第9試合 ヘビー級 5分3R
○  ファブリシオ・ヴェウドゥム vs.  トラヴィス・ブラウン ×
5R終了 判定3-0（29-28、29-27、30-27）
第10試合 UFC世界ヘビー級タイトルマッチ 5分5R
○  スティーペ・ミオシッチ vs.  アリスター・オーフレイム ×
1R 4:27 KO（パウンド）
※ミオシッチが初防衛に成功。

### 各賞
ファイト・オブ・ザ・ナイト： スティーペ・ミオシッチ vs. アリスター・オーフレイム
パフォーマンス・オブ・ザ・ナイト： ジェシカ・アンドラージ、ヤンシー・メデイロス
各選手にはボーナスとして5万ドルが授与された。

### カード変更
負傷などによるカードの変更は以下の通り。